# Nötskål
Nötskål (Hymenoscyphus fructigenus) är en svampart som först beskrevs av Pierre Bulliard (v. 1742–1793), och fick sitt nu gällande namn av Samuel Frederick Gray 1821. Nötskål ingår i släktet Hymenoscyphus och familjen Helotiaceae.  Arten är reproducerande i Sverige. Utöver nominatformen finns också underarten coryli.